# Wolfgang Pages

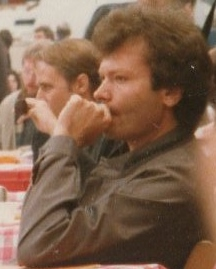
Wolfgang Pages auf einem SPD-Parteitag

Wolfgang Pages (* 15. April 1945 in Langelsheim) ist ein deutscher SPD-Politiker und ehemaliger Abgeordneter der Hamburgischen Bürgerschaft.

## Leben
Wolfgang Pages besuchte bis 1961 die Volks- und Realschule in Langelsheim und in Hamburg. Er absolvierte eine Ausbildung zum gehobenen Verwaltungsdienst und leistete im Anschluss daran seinen Wehrdienst. Beruflich war Pages zunächst in verschiedenen Dienststellen der Freien und Hansestadt Hamburg tätig. So war er zum Beispiel 1982 Pressesprecher der Umweltbehörde. 1986 wurde er trotz eines Widerspruchs des Personalrats zum technischen Geschäftsführer der neu gegründeten Anstalt öffentlichen Rechts Hamburger Friedhöfe bestellt. 2004 wurde ihm vorgeworfen, durch die Vergabe von Aufträgen ohne Ausschreibung und zu überhöhten Koste einen Schaden von 100.000 Euro verursacht zu haben. Nachdem die Staatsanwaltschaft Ermittlungen gegen ihn wegen Bestechlichkeit und Untreue aufgenommen hatte, wurde er von seinem Posten suspendiert. Obwohl die Ermittlungen bereits 2005 wieder mangels Tatverdachts eingestellt wurden,  erfolgte erst im Jahre 2008 die offizielle Rehabilitation. Bis zu seinem Ausscheiden aus dem aktiven Dienst war Pages schließlich Projektkoordinator in der Behörde für Stadtentwicklung und Umwelt.
Aufgrund seiner beruflichen Tätigkeit wurde Pages 2003 zum Vorsitzenden der Arbeitsgemeinschaft Friedhof und Denkmal gewählt. Er übte dieses Amt bis Mitte 2007 aus. Seit den 1980er Jahren ist Pages Vorsitzender des Landesverbandes Hamburg der Schutzgemeinschaft Deutscher Wald e. V. (SDW) sowie stellvertretender Vorsitzender des Bundesvorstands der SDW.
Pages ist verheiratet und Vater zweier Kinder.

## Politik
Wolfgang Pages wurde 1963 Mitglied der SPD. Zu seinen verschiedenen politischen Funktionen gehörte der Vorsitz des SPD-Distrikts Langenhorn-Nord von 1978 bis in die 1980er Jahre. In dieser Eigenschaft war er Mitglied im SPD-Kreisvorstand Hamburg-Nord. Nachdem er 1981/82 als zugewählter Bürger dem Ortsausschuss Fuhlsbüttel angehört hatte, wurde er 1986 und 1987 als Abgeordneter in die Hamburgische Bürgerschaft gewählt. Dabei trat der zum rechten Parteiflügel zählende Pages auf dem Aufstellungsparteitag für die Bürgerschaftswahl 1986 gegen den Fraktionsvorsitzenden in der Bezirksversammlung Hamburg-Nord Walter Wellinghausen, der als Vertreter des linken Flügels galt und vom örtlichen Kreisverband nominiert worden war, an und wurde auch gewählt. Er gehörte der Bürgerschaft bis 1991 an, als er im Vorfeld der Bürgerschaftswahl auf Kreisebene gegen den ehemaligen Sozialsenator Jan Ehlers mit 15 zu 106 Stimmen unterlag.